# Parolpium minor
Parolpium minor är en spindeldjursart som först beskrevs av Edvard Ellingsen 1910.  Parolpium minor ingår i släktet Parolpium och familjen Olpiidae. Inga underarter finns listade i Catalogue of Life.